# Magia i miecz (fantasy)
Uzasadnienie: Argumenty w 
Magia i miecz (ang. sword and sorcery; także w j. polskim stosowany jest synonim miecz i czary) – podgatunek fantasy charakteryzujący się zuchwałymi bohaterami, uczestniczącymi w krwawych i ekscytujących przygodach. Zwykle w tym gatunku znajdują się elementy nadnaturalne i magia. Często też można w nim znaleźć elementy romantyczne. W odróżnieniu od high fantasy, fabuła skupia się na osobistych dążeniach postaci, niż na uczestnictwie w konfliktach dotyczących całego świata. Przykładem tego jest Saga o wiedźminie.

## Pochodzenie
Termin „magia i miecz” został stworzony przez Fritza Leibera, na prośbę brytyjskiego autora książek Michaela Moorcocka. Moorcock, w liście opublikowanym w amatorskim magazynie „Amra”, prosił o nazwanie gatunku, do którego można by zaliczać cykl o Conanie autorstwa Roberta E. Howarda. Jako propozycję podał nazwę „epic fantasy”, jednak Leiber w magazynie „Ancalagon” (6 kwietnia 1961) zaproponował nazwę „magia i miecz”, jako chwytliwe określenie pozwalającą na wyróżnienie gatunku.
W ten sposób odróżniono „magię i miecz”, od takich gatunków jak powieści płaszcza i szpady  (np. Trzej muszkieterowie Aleksandra Dumasa) czy powieści szpiegowskie (ang. cloak and dagger).

## Autorzy powieści gatunku Magii i miecza
- Michael Moorcock, saga o Elryku
- Fritz Leiber, cykl o Fafhrdzie i Szarym kocurze
- Karl Edward Wagner, cykl Kane
- Lin Carter, cykl Thongor
- C.L. Moore Jirel of Joiry
- Clark Ashton Smith seria Zothique oraz Hyperborean
- L. Sprague de Camp, seria Pusadian
- Charles R. Saunders, cykl Imaro